# Pleomelogramma
Pleomelogramma är ett släkte av svampar. Pleomelogramma ingår i familjen Herpotrichiellaceae, ordningen Chaetothyriales, klassen Eurotiomycetes, divisionen sporsäcksvampar och riket svampar.
|                | Phialophora                                    |
|                |                                                |
|                | Fonsecaea                                      |
|                |                                                |
|                | Rhinocladiella                                 |
|                |                                                |
|                | Exophiala                                      |
|                |                                                |
| Pleomelogramma | \| \| Pleomelogramma argentinensis \| \| \| \| |
|                | \| \| Pleomelogramma argentinensis \| \| \| \| |
|                | Capronia                                       |
|                |                                                |
|                | Thysanorea                                     |
|                |                                                |
|                | Cladophialophora                               |
|                |                                                |
|                | Phaeomoniella                                  |
|                |                                                |
|                | Metulocladosporiella                           |
|                |                                                |
|                | Phaeococcomyces                                |
|                |                                                |
|                | Sorocybe                                       |
|                |                                                |
|                | Nadsoniella                                    |
|                |                                                |
|                | Pleomelogramma argentinensis                   |
|                |                                                |

|  | Pleomelogramma argentinensis |
|  |                              |